# Dům knihy (Ostrava)
Dům knihy (původně Obchodní dům Brouk a Babka, od roku 1945 Ostravanka, od roku 2001 do roku 2013 Dům knihy Librex, dnes dům knihy Knihcentrum) je památkově chráněná šestipodlažní budova v Ostravě podle projektu architekta Karla Kotase z roku 1928. Stojí na Smetanově náměstí (č. o. 8) na parcele č. 219/1. Původně byla postavena jako součást sítě obchodních domů Brouk a Babka. Pod názvem „obchodní dům čp. 222 (Ostravanka) (dříve Brouk a Babka)“ a číslem 29910/8 - 3053 je zapsán v ústředním seznamu nemovitých kulturních památek (rok zápisu není ve výpise ze seznamu uveden). Dům knihy společnosti Knihcentrum.cz je největší ostravské a jedno z největších českých knihkupectví.

## Historie

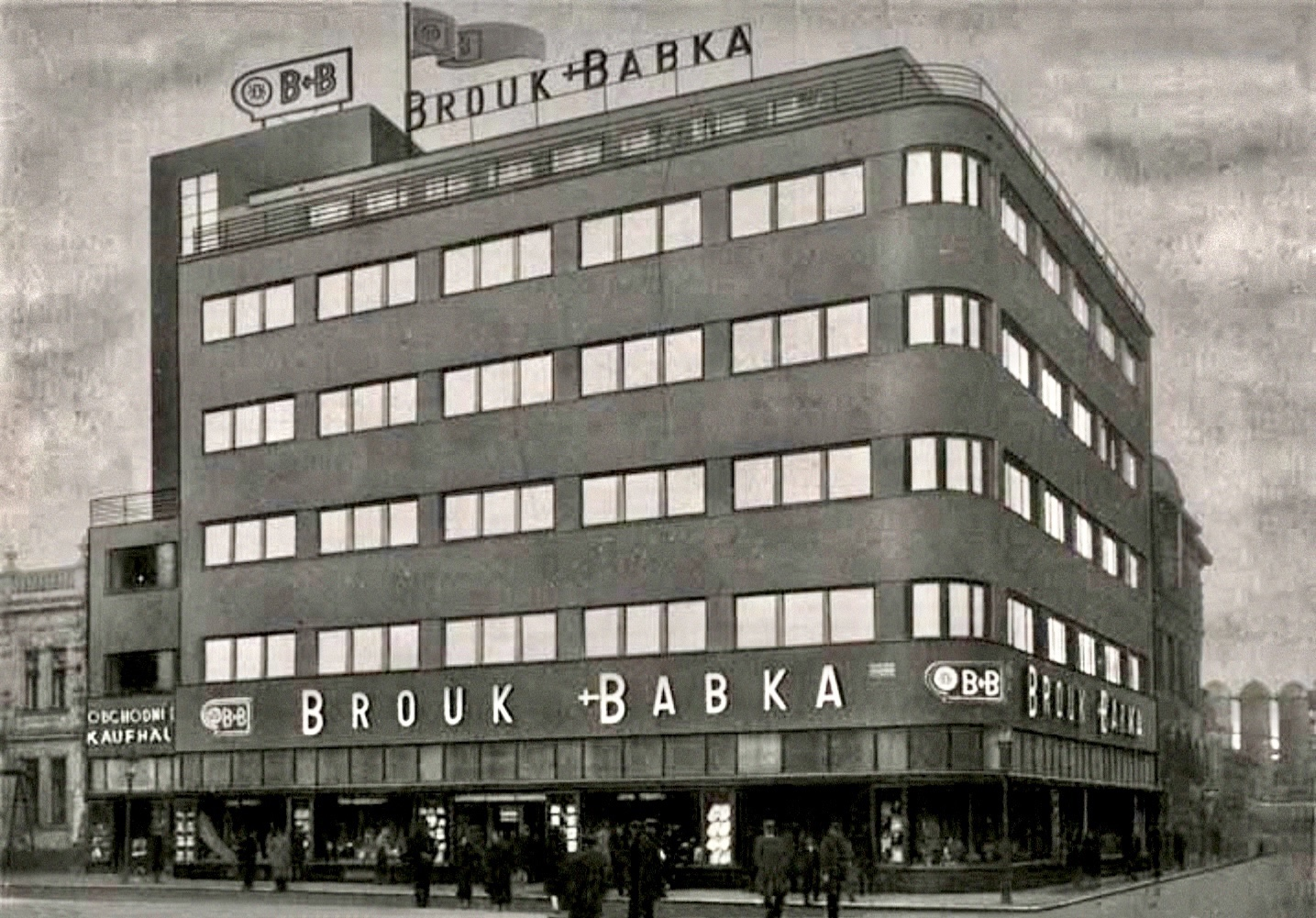
Obchodní dům firmy Brouk a Babka

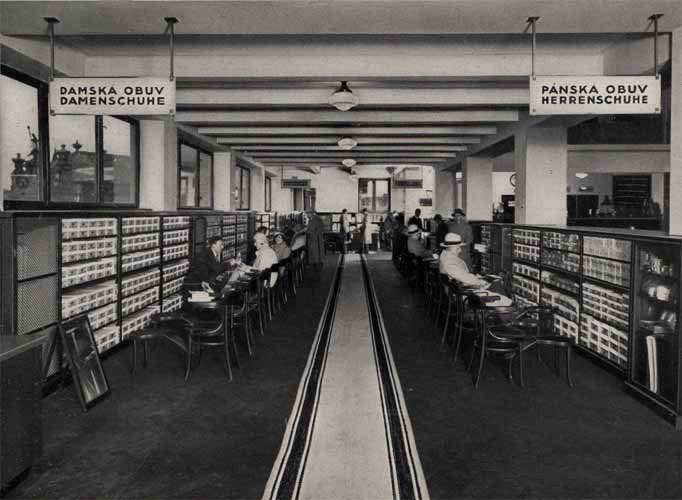
Původní interiér

Obchodní dům byl postaven v roce 1928 jako nejmodernější v síti obchodů firmy Brouk&Babka. Projekt navrhoval architekt Karel Kotas, který je v Ostravě znám i jinými významnými stavbami z té doby. Budova byla navržena také s ohledem na sousední divadlo jako pětiposchoďová s železobetonovu konstrukcí a s přirozeným osvětlením velkým světlíkem. Stavba se stala první funkcionalistickou stavbou v Ostravě, a proto byla zapsána do seznamu nemovitých památek České republiky (ÚS KP ČR, rejstříkové číslo 3035).

### Realizace stavby
Již v průběhu stavby se objevily problémy se spodní vodou (budova stojí na místě bývalého mlýnského náhonu), došlo k prodražení celé stavby a proto nebyl projekt Karla Kotase realizován zcela podle jeho představ. Týkalo se to zejména materiálů použitých na fasádu budovy.
Po svém otevření se obchodní dům Brouk&Babka stal velmi úspěšným, a proto byla již po osmi letech prosklenou konstrukcí zastřešena dvorana, procházející všemi patry. Důvodem byly požadavky na větší obchodní plochu. Pamětníci ovšem tvrdí, že zastřešení proběhlo po sebevraždě ženy, která skočila právě do této dvorany. Budova tím částečně ztratila svůj původní Kotasův rukopis a především prosvětlenost.[zdroj?]

### Budova za druhé světové války
29. srpna 1944 při mohutném náletu Američanů na Ostravu byl obchodní dům zasažen leteckou pumou, která sice neexplodovala, ale zdemolovala horní dvě podlaží. Po válce se uvažovalo o stržení budovy, ale nakonec byla provedena z finančních důvodů provizorní oprava, která připravila budovu o šesté podlaží a prosklenou střechu. Páté podlaží bylo přeměněno na kancelářské a skladovací prostory.

### Po roce 1945
Po znárodnění v roce 1945 byl obchodní dům přejmenován na Ostravanku. Spravoval jej státní podnik Oděvy a prošel ještě několika rekonstrukcemi (1960 a 1974), které nakonec naprosto potlačily jeho originalitu a původní vyznění.

### Dům knihy Librex

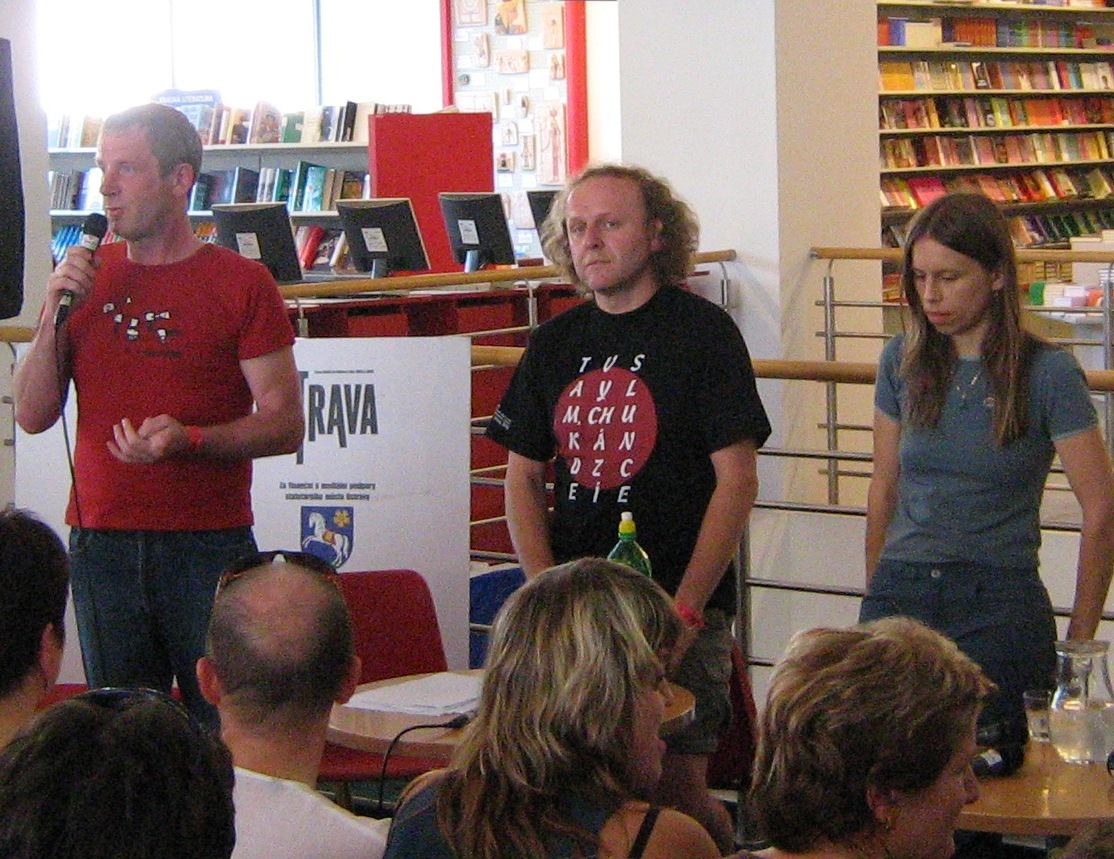
Jaroslav Dušek na diskusní scéně Colours of Ostrava 2008 v Domě knihy Librex

Po roce 1989, kdy přešel obchodní dům do soukromých rukou, byl využíván již jen zčásti. V roce 2001 budovu získala firma Librex, která se zde rozhodla vybudovat největší obchodní dům s knihami v České republice.
Rekonstrukce byla zahájena 1. dubna 2001. Při rekonstrukci byla znovu obnovena dvorana a mnoho jiných prvků z původního projektu Karla Kotase. Přestavba byla vedena snahou přiblížit interiér co nejvíce původnímu funkcionalistickému stylu a zároveň do něj vnést nejmodernější prvky tak, aby vyhovoval náročným požadavkům současných zákazníků. Dům knihy Librex byl otevřen pro veřejnost poprvé 5. září 200]. Firma Librex získala cenu Dům roku 2001 udělovanou Magistrátem města Ostravy za tuto rekonstrukci.
Po letech nedůstojného „přestavování“ tak od roku 2001 opět slouží veřejnosti, tentokrát jako největší český knižní obchod. Součástí Domu knihy Librex byly také pravidelné kulturní a společenské akce pořádané zde pro nejširší veřejnost. Od roku 2008 zde byla umístěna také diskusní scéna festivalu Colours of Ostrava.

### Dům knihy KNIHCENTRUM.CZ
V září 2013 změnila budova svého majitele. Společnost KNIHCENTRUM.CZ s.r.o. navázala na tradici Domu knihy Librex a nadále nabízí knižní sortiment. Konají se zde rovněž besedy, autogramiády, křty knih. V Domě knihy KNIHCENTRUM.CZ je k dispozici rekonstruovaná kavárna a dětský koutek.

## Data z historie budovy
- 1928: postavení budovy

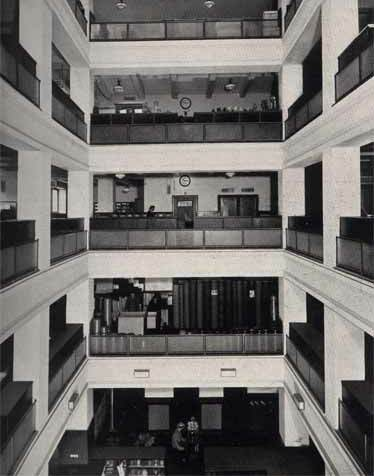
Původní interiér

- 1931: obložení meziokenních pilířů opalinovým sklem
- 1936: zastřešena vnitřní dvorana
- 1939: adaptace podle návrhu architektů Koláře a Rubého
- 1944: zásah leteckou pumou demoluje horní dvě podlaží
- 1945: znárodnění budovy, přejmenování na Ostravanku
- 1960: generální oprava budovy zahrnující nové podhledy a interiéry
- 1974: definitivní „brutální úprava fasád“ [2] a dovršení degradace vzhledu budovy novými jäklovými výkladci
- 1990: objekt zprivatizován
- 2001: objekt získala [zdroj?] firma Librex, celková rekonstrukce budovy